# Jiří Ciupa
Jiří Ciupa (* 7. května 1998 Karviná) je český profesionální fotbalový brankář, který chytá za Opavu. Je také bývalým českým mládežnickým reprezentantem.

## Klubová kariéra

### Karviná
Ciupa je odchovancem Karviné.
Součástí A-týmu Karviné se Ciupa stal v sezoně 2017/18, kdy byl několikrát připraven na lavičce náhradníků, a to jak v nejvyšší lize, tak v MOL Cupu, do utkání však ani jednou nezasáhl.

#### Frýdek-Místek (hostování)
V létě 2019 odešel Ciupa na roční hostování do třetiligového Frýdku-Místku. Ciupa nastoupil do 10 soutěžních utkání během podzimní části sezony a udržel 6 čistých kont. Na jaře byl ročník 2019/20 předčasně ukončen kvůli pandemii covidu-19 a Ciupa se vrátil do Karviné.

#### Třinec (hostování)
V červenci 2020 zamířil Ciupa na půlroční hostování do druholigového Třince. Za celou dobu hostování ale nenastoupil do jediného utkání, ve 12 případech byl připraven na lavičce náhradníků.

#### Návrat do Karviné
V lednu 2021 se Ciupa vrátil do prvoligové Karviné. Jarní část sezony začal jako brankářská trojka za Vladimírem Neumanem a zkušeným Petrem Bolkem. Neuman se ale zranil po prvním jarním kole proti Slovácku a o týden později dostal Bolek červenou kartu v zápase proti pražské Slavii. Ciupa si tak odbyl svůj debut v A-týmu Karviné 30. ledna 2021 v utkání proti Teplicím. Nastoupil také do dalšího kola proti Opavě (výhra 3:1), poté se do branky vrátil Petr Bolek. Ciupa dostal šanci až na konci března, kdy po sérii špatných výsledků klesla Karviná až na 13. místo. Ve zbytku sezony nastupoval pravidelně, dohromady odchytal 10 utkání a udržel 1 čisté konto.
V sezoně 2021/22 plnil Ciupa opět roli brankářské trojky, svou první šanci v lize dostal až v prosinci, kdy nastoupil do utkání proti Zlínu a Viktorii Plzeň. Po lednovém odchodu Bolka přišel do Karviné jiný zkušený brankář, a to Pavol Bajza, který se ihned stal novou brankářskou jedničkou. Ciupa v sezoně 2021/22 nastoupil do 5 soutěžních utkání, udržel 1 čisté konto a sestoupil s Karvinou do druhé ligy.
V létě 2022 se stal novým trenérem Karviné Tomáš Hejdušek, který dal Ciupovi šanci v úvodních kolech nové sezony. V osmém kole dostal přednost brankář Vladimír Neuman, jenž odchytal většinu ročníku a pomohl Karviné k posunu na první místo tabulky. Ciupa se mezi tři tyče vrátil až na závěrečných pět kol, v nichž udržel čtyři čistá konta a dovedl slezský celek k prvnímu místu a k postupu zpátky do nejvyšší soutěže.
V sezoně 2023/24 se stal novou brankářskou jedničkou Karviné nově příchozí Dominik Holec. Ciupa v dresu Karviné nastoupil do 14 soutěžních utkání, včetně barážového utkání proti Vyškovu (po dvou výhrách 1:0 se Karviná udržela v nejvyšší soutěži).

### TS Galaxy
V září 2024 přestoupil Ciupa do jihoafrického klubu TS Galaxy FC. Svůj debut v novém dresu si odbyl 25. září při prohře 1:0 se SuperSport United. V Jihoafrické republice se za rok do branky dostal pouze pětkrát, z toho dvakrát v poháru.

### Opava
14. července 2025 podepsal dvouletý kontrakt v Opavě.

## Reprezentační kariéra
Ciupa mezi lety 2015 a 2017 odchytal také 5 utkání v dresu českých mládežnických reprezentací.